# Dolichoderus occidentalis
Dolichoderus occidentalis är en myrart som beskrevs av Clark 1930. Dolichoderus occidentalis ingår i släktet Dolichoderus och familjen myror. Inga underarter finns listade i Catalogue of Life.